# Generał brygadier

Naramiennik generała brygadiera

Generał brygadier (gen. brygadier) – najwyższy stopień oficerski w Państwowej Straży Pożarnej. Jedynie jeden etat może posiadać ten stopień strażacki – komendant główny Państwowej Straży Pożarnej. Niższym stopniem jest nadbrygadier.
Odpowiednikiem tego stopnia w Siłach Zbrojnych Rzeczypospolitej Polskiej jest generał dywizji, lecz co do funkcji - generał lub admirał, w Policji – generalny inspektor Policji, w Straży Granicznej – generał dywizji Straży Granicznej lub wiceadmirał Straży Granicznej, w Biurze Ochrony Rządu – generał dywizji. W służbach specjalnych Rzeczypospolitej Polskiej nie ma odpowiednika.
Na stopień generała brygadiera mianuje Prezydent Rzeczypospolitej Polskiej na wniosek ministra właściwego do spraw wewnętrznych.